# Крисинка
Крисинка, Яр Лозовий, Лозова — річка у Богодухівському районі Харківської області, ліва притока Мерли (басейн Дніпра).

## Опис
Довжина річки 14  км.,  похил річки — 2,3 м/км. Формується з декількох безіменних струмків та водойм. Площа басейну 63,7 км².

## Розташування
Крисинка бере  початок в селі Новоселівка. Тече переважно на  північний захід і в межах сіл Крисине та Лозова. На південно-східній околиці міста Богодухіва впадає у річку Мерлу, ліву притоку Ворскли.

## Притоки
- Яр Солоний - ліва притока, протікає через село Максимівка
- Яр Гвоздів - ліва притока, впадає у селі Новоселівка
- Яр Рідкодуб - права притока, впадає у селі Новоселівка
- Яр Чуб - права притока, впадає у селі Новоселівка
- Яр Браснежек - ліва притока, починається у селі Бабенки, тече на північний захід, впадає у селі Крисине
- Яр Березовий - права притока, впадає на півнично-західній околиці села Крисине